# Siphonorhis
Siphonorhis là một chi chim trong họ Caprimulgidae.